# Liv Bjørk
Liv Bjørk est une ancienne handballeuse internationale norvégienne qui évoluait au poste de gardienne de but.
Avec l'équipe de Norvège, elle participe notamment au championnat du monde 1971, 1973, 1975 et 1982.

## Palmarès

### En sélection
championnats du monde
- 7e place du championnat du monde 1971
- 8e place du championnat du monde 1973
- 8e place du championnat du monde 1975
- 7e place du championnat du monde 1982